# Martinanches
Le ruisseau des Martinanches est un ruisseau français qui coule dans le département du Puy-de-Dôme. Il prend sa source dans les monts du Livradois et se jette dans le Miodet en rive droite. C'est donc un sous-affluent de la Loire par le Miodet, la Dore, puis par l'Allier.

## Géographie
Le ruisseau prend sa source à 800 mètres d’altitude, sur la commune d’Auzelles au pied du mont Couvaud  (849 mètres). La quasi-totalité de son parcours suit la direction Nord-ouest et se situe sur des terrains boisés. La totalité de son bassin versant se trouve dans le parc naturel régional du Livradois-Forez.

## Affluents
Le ruisseau des Martinanches a deux affluents référencés dont...
- Le ruisseau des Granges

## Communes traversées
D'amont en aval, le ruisseau traverse ou longe les communes suivantes, toutes situées dans le département du Puy-de-Dôme : 
- Auzelles
- Ceilloux
- Saint-Dier-d'Auvergne